# Новопавловка (Зіанчуринський район)
Новопа́вловка (рос. Новопавловка, башк. Яңы Павловка) — село у складі Зіанчуринського району Башкортостану, Росія. Входить до складу Ісянгуловської сільської ради.
Населення — 649 осіб (2010; 374 в 2002).
Національний склад:
- росіяни — 49%
- башкири — 36%